# Petra Benedik
Petra Benedik (* 11. Oktober 1990) ist eine slowenische Skispringerin.
Benedik, die für den Verein SK Triglav Kranj startet, gab ihr internationales Debüt bei Junioren-Wettbewerben im März 2003. Ab August 2003 startete sie bei FIS-Springen. Am 16. Januar 2005 startete sie erstmals im Skisprung-Continental-Cup und gewann in Planica auf Anhieb erste Continental-Cup-Punkte. Bereits in ihrem zweiten Springen erreichte sie mit dem neunten Platz eine Platzierung unter den besten zehn. Auch in den folgenden Springen bis zum Saisonende erreichte sie jeweils Continental-Cup-Punkte. In Vikersund erreichte sie mit dem sechsten Platz ihr bislang bestes Einzelergebnis. Die Saison 2004/05 beendete Benedik mit 229 Punkten auf dem 14. Platz der Gesamtwertung. Nach der Saison trat sie nicht mehr international an, ist aber weiterhin national aktiv.